# Alexandria (Dakota del Sud)
Alexandria è una città della contea di Hanson, Dakota del Sud, Stati Uniti. La popolazione era di 615 abitanti al censimento del 2010. È il capoluogo della contea di Hanson.

## Geografia fisica
Secondo lo United States Census Bureau, ha un'area totale di 0,62 mi² (1,61 km²).

## Storia
Nel 1879, la comunità fu fondata con il nome di Clarksville. Il suo ufficio postale fu istituito nel 1880 e la città fu incorporata nel 1885 come Alexandria. La città prende il nome da Alexander Mitchell.

## Società

### Evoluzione demografica
Secondo il censimento del 2010, la popolazione era di 615 abitanti.

### Etnie e minoranze straniere
Secondo il censimento del 2010, la composizione etnica della città era formata dal 98,5% di bianchi, lo 0,0% di afroamericani, lo 0,0% di nativi americani, lo 0,5% di asiatici, lo 0,0% di oceanici, lo 0,7% di altre razze, e lo 0,3% di due o più etnie. Ispanici o latinos di qualunque razza erano l'1,6% della popolazione.